# 甲陽園日之出町
座標: 北緯34度45分45.939秒 東経135度20分00.671秒 / 北緯34.76276083度 東経135.33351972度

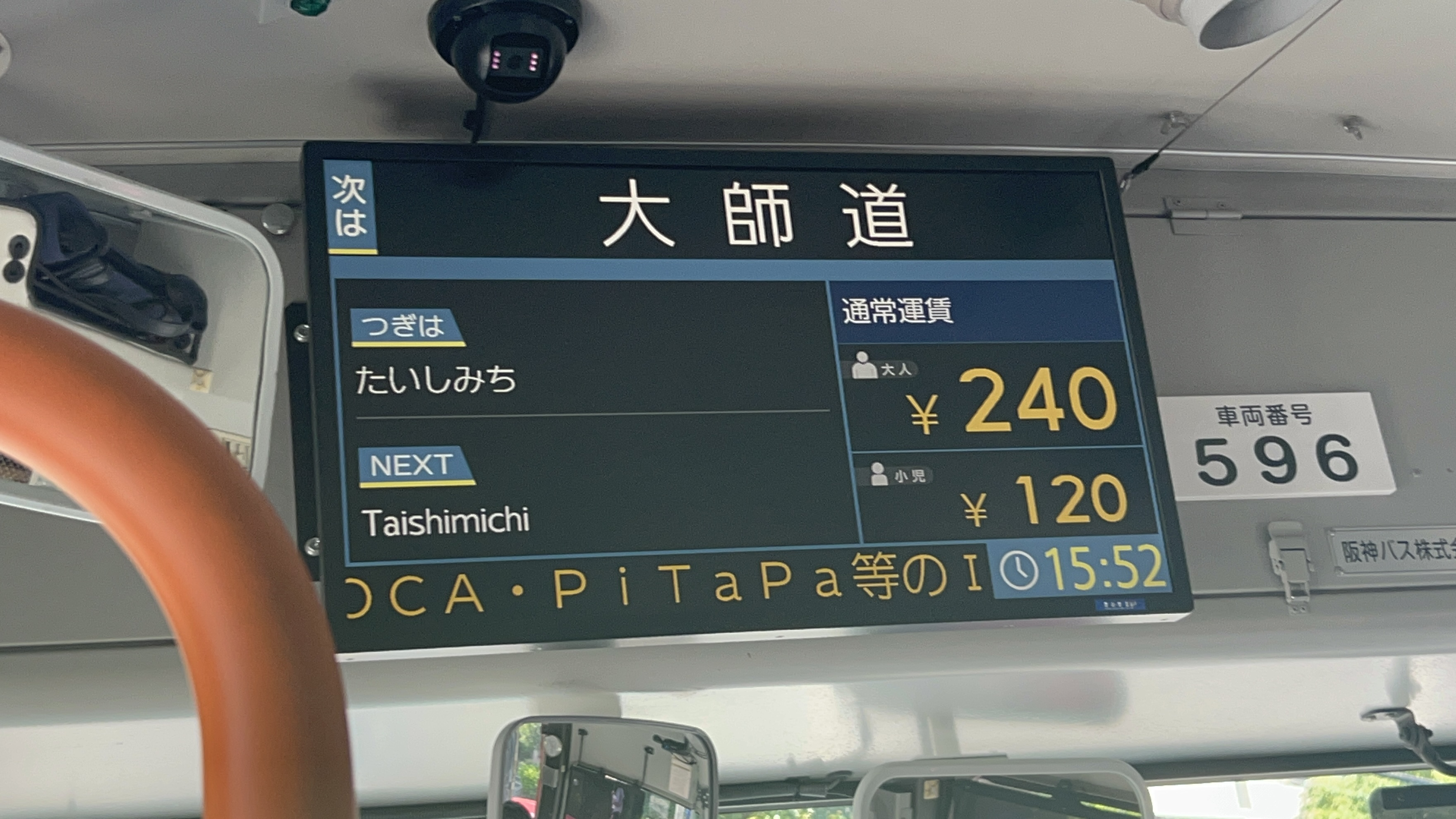
阪神バス大師道停留所案内

甲陽園日之出町（こうようえんひのでちょう）は、兵庫県西宮市にある町丁。郵便番号は662-0014。

## 地理
東は新甲陽町、西、南は甲陽園本庄町、北は甲東園山王町と隣接している。

## 交通

### 鉄道
鉄道は走っていない。

### バス
| 路線名     | 業者     | 起点   | 町内の停留所                            | 終点   |
| ---------- | -------- | ------ | --------------------------------------- | ------ |
| 西宮山手線 | 阪神バス | (環状) | (新甲陽町)-大師道-目神山-(甲陽園若江町) | (環状) |

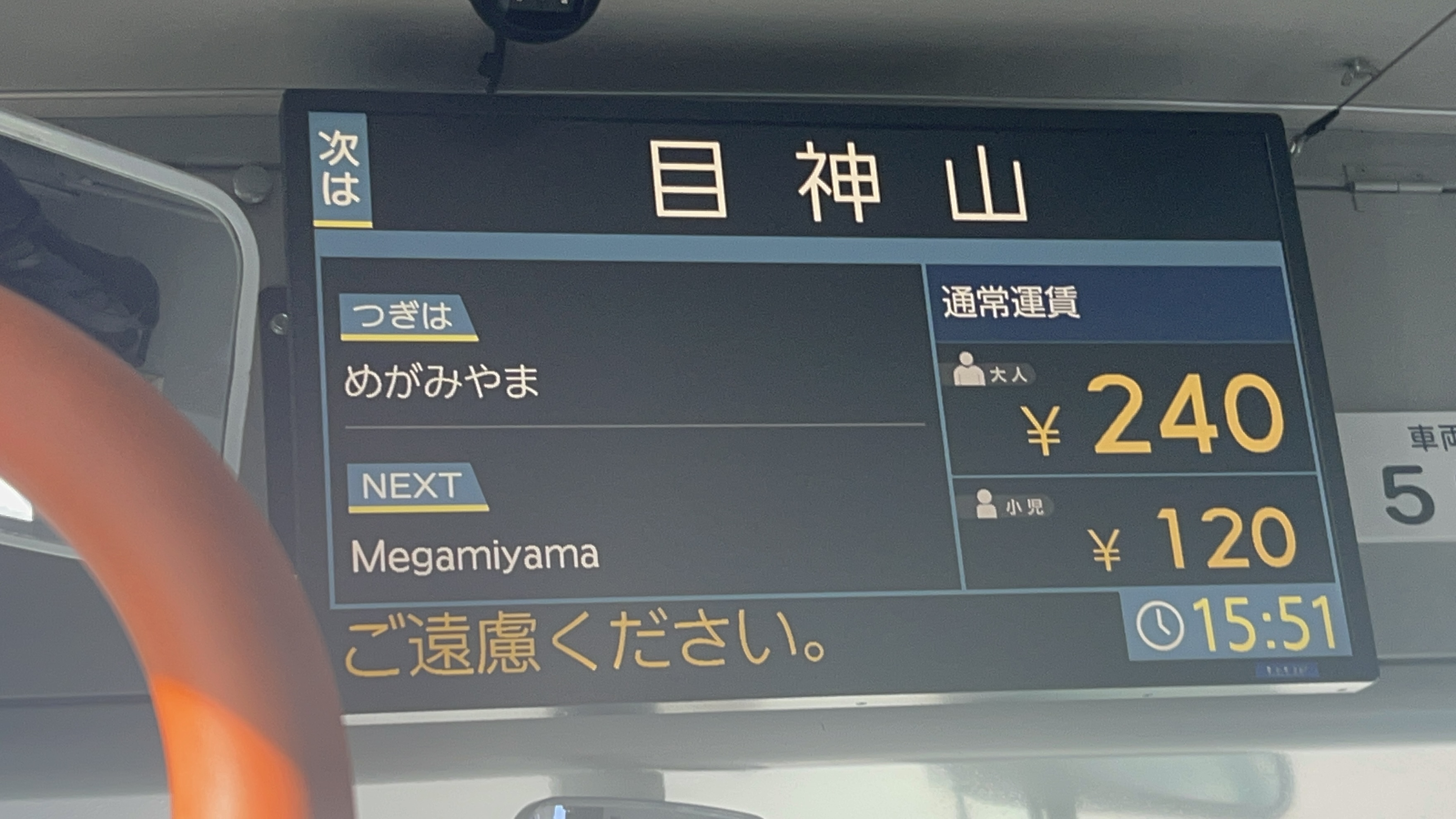
阪神バス目神山停留所案内

## 校区
出典:
| 区域 | 小学校       | 中学校     |
| ---- | ------------ | ---------- |
| 全域 | 甲陽園小学校 | 大社中学校 |